# Wilhelm Storitz’ Geheimnis

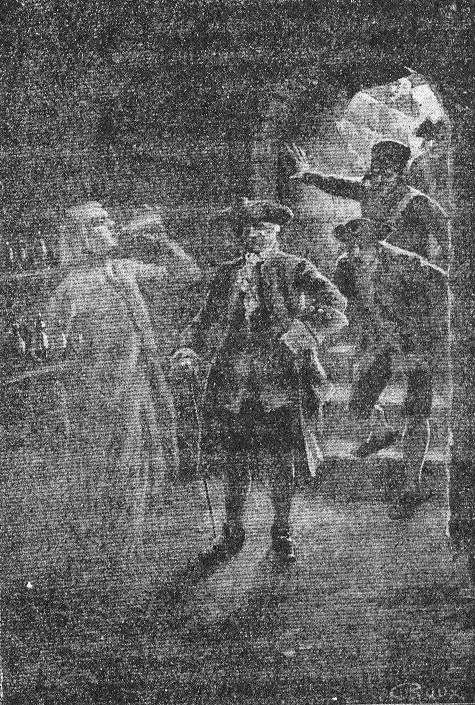
Illustration aus dem Roman, gezeichnet von George Roux

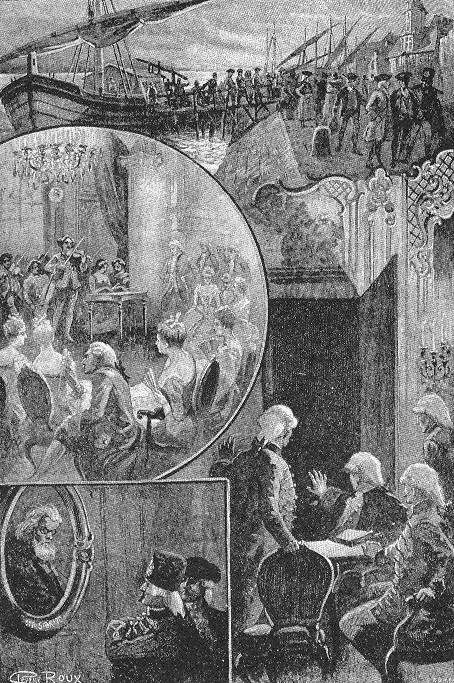
Illustration aus dem Roman, gezeichnet von George Roux

Wilhelm Storitz’ Geheimnis (auch Das Geheimnis des Alchimisten Storitz) ist ein Roman des französischen Autors Jules Verne, der 1898 von Jules Verne begonnen wurde. Dieser schrieb bis 1901 19 Kapitel. Das Manuskript wurde von Michel Verne überarbeitet und war die populärere Variante des Romans. Die Überarbeitung von Michel Verne erschien 1910 im Le Journal in Paris in den Ausgaben 6471 bis 6477 vom 15. Juni bis zum 13. Juli 1910. Die Buchausgabe erschien 1910 in dem Verlag Pierre-Jules Hetzel.
Der französische Titel des Romans ist Le Secret de Wilhelm Storitz. Andere Arbeitstitel waren L’Invisible, L’Invisible Fiancée und Le Secret de Storitz. Die deutschsprachige Ausgabe erschien 1910 unter dem Titel Wilhelm Storitz’ Geheimnis. Von der Société Jules Verne wurde 1985 die Urversion wiederentdeckt. Alle deutschsprachigen Ausgaben basierten bis 2009 auf der Version von Michel Verne. 2009 wurde vom Piper Verlag eine deutschsprachige Ausgabe der ursprünglichen Fassung von Jules Verne veröffentlicht. Der englische Titel des Romans lautet The Secret of William Storitz. Verfilmt wurde Das Geheimnis des Wilhelm Storitz als 1967 publizierter französischer Fernsehfilm (Originaltitel: Le secret de Wilhelm Storitz) von Eric Le Hung.

## Handlung
Der französische Maler Marc Vidal schreibt aus der fiktiven Stadt Ragz in Südungarn an seinen Bruder Henry nach Frankreich, um diesen zu einer Reise nach Ungarn zu bewegen. Henry schildert dem Leser seine Reise nach Ungarn per Zug und Dampfschiff, die von einigen rätselhaften Umständen begleitet wird. Er lernt die zukünftige Frau seines Bruders kennen, die Myra Roderich heißt. Ihr Vater Dr. Roderich ist ein angesehener Arzt in Ragz, ihr Bruder Haralan Hauptmann bei der Armee. In Ragz lebt auch der fanatische Chemiker und Physiker Wilhelm Storitz, der Sohn von Otto Storitz aus Spremberg. Wilhelm Storitz steht im Ruf, ein Alchemist zu sein wie sein bereits gestorbener Vater. Er macht Myra einen Heiratsantrag, dieser wird von Myras Familie abgelehnt.
Storitz greift zu einem ungewöhnlichen Mittel. Er hat eine Mixtur entwickelt, die einen Menschen unsichtbar machen kann. Als Unsichtbarer stiftet er Unruhe in der Stadt und sabotiert die Verlobungsvorbereitungen und die geplante Heirat von Myra. Er verübt einen Anschlag auf Myra. Diese gilt danach als verschwunden oder entführt. Storitz gilt als Verdächtiger, ist jedoch ebenfalls nicht auffindbar. Dem Polizeidirektor Stepak gelingt es mit Unterstützung von Myras Bruder Haralan Storitz zu finden und zu stellen. Storitz ist unsichtbar. Er wird bei der Auseinandersetzung jedoch tödlich verwundet. Er verblutet und wird durch den Blutverlust wieder sichtbar. Er nimmt die Kenntnis über das unsichtbar machende Wundermittel mit in den Tod. Sein ebenfalls unsichtbarer Diener Herrmann stellt sich den Verfolgern. Er ist im Besitz eines Gegenmittels, das er einnimmt, und er wird wieder sichtbar. Der wütende Polizeidirektor zerstört in seiner Rage die Ampullen mit den Mitteln von Storitz. Myra bleibt weiterhin verschwunden. Storitz hat das Wissen über ihren Aufenthaltsort mit in den Tod genommen. Myra taucht jedoch in der Villa ihres Vaters wieder auf. Sie ist jedoch unsichtbar und lag in der Zwischenzeit ohnmächtig zuhause in ihrem Bett. Marc, der immer noch in sie verliebt ist, heiratet jetzt die unsichtbare Myra, alle scheinen sich mit dem Schicksal ihrer Unsichtbarkeit abgefunden zu haben. Myra wird nach der Hochzeit schwanger. Bei der Geburt ihres Kindes treten Komplikationen auf und sie verliert sehr viel Blut. Durch den Blutverlust verschwindet die Wirkung des Wundermittels von Wilhelm Storitz und Myra wird wieder sichtbar. Dieses Ende ist eine bedeutende Änderung des Sohnes Michel Verne in der Ausgabe von 1910. In der Originalversion von Jules Verne ist die Formel des Unsichtbarkeitsmittels, sowie des Gegenmittels, mit Wilhelm Storitz Tod verloren gegangen und Myra bleibt unsichtbar.

## Bibliografie (Auswahl)
- Jules Verne: Das Geheimnis des Wilhelm Storitz. Die Originalfassung (Übersetzung: Gaby Wurster). Piper, München 2009, ISBN 978-3-492-26692-5.